# Bulbul orphée
Pycnonotus jocosus
Espèce
Statut de conservation UICN

 LC  : Préoccupation mineure
Le Bulbul orphée (Pycnonotus jocosus), parfois appelé Condé, est une espèce de passereau de la famille des Pycnonotidae.

## Distribution
Le Bulbul orphée est indigène de l'Asie tropicale, de l'Inde à l'Asie du Sud-Est en passant par la Chine. Il a été introduit en Nouvelle-Galles du Sud, en Floride et dans de nombreuses parties du monde. Il est souvent considéré envahissant.
Il a également été importé à l'île Maurice et de là à La Réunion, où il est considéré comme une peste animale pillant les cultures et notamment les arbres fruitiers. Il y est couramment appelé merle de Maurice et accusé de faire courir un danger d'extinction au Bulbul de Bourbon quant à lui endémique, un oiseau qu'il concurrence.

## Habitat
Le Bulbul orphée apprécie les champs et les zones seulement légèrement boisées ou couvertes de buissons et d'arbustes. Il s'accommode facilement de la compagnie des hommes. On rencontre cette grive souvent dans les villages et dans les jardins et parcs des grandes villes. À la Réunion, il est très fréquent, à basse et moyenne altitude, dans tous les jardins.

## Description
Le Bulbul orphée fait environ vingt centimètres de longueur, une envergure de 25 à 28 cm et il pèse de 23 à 42 g.

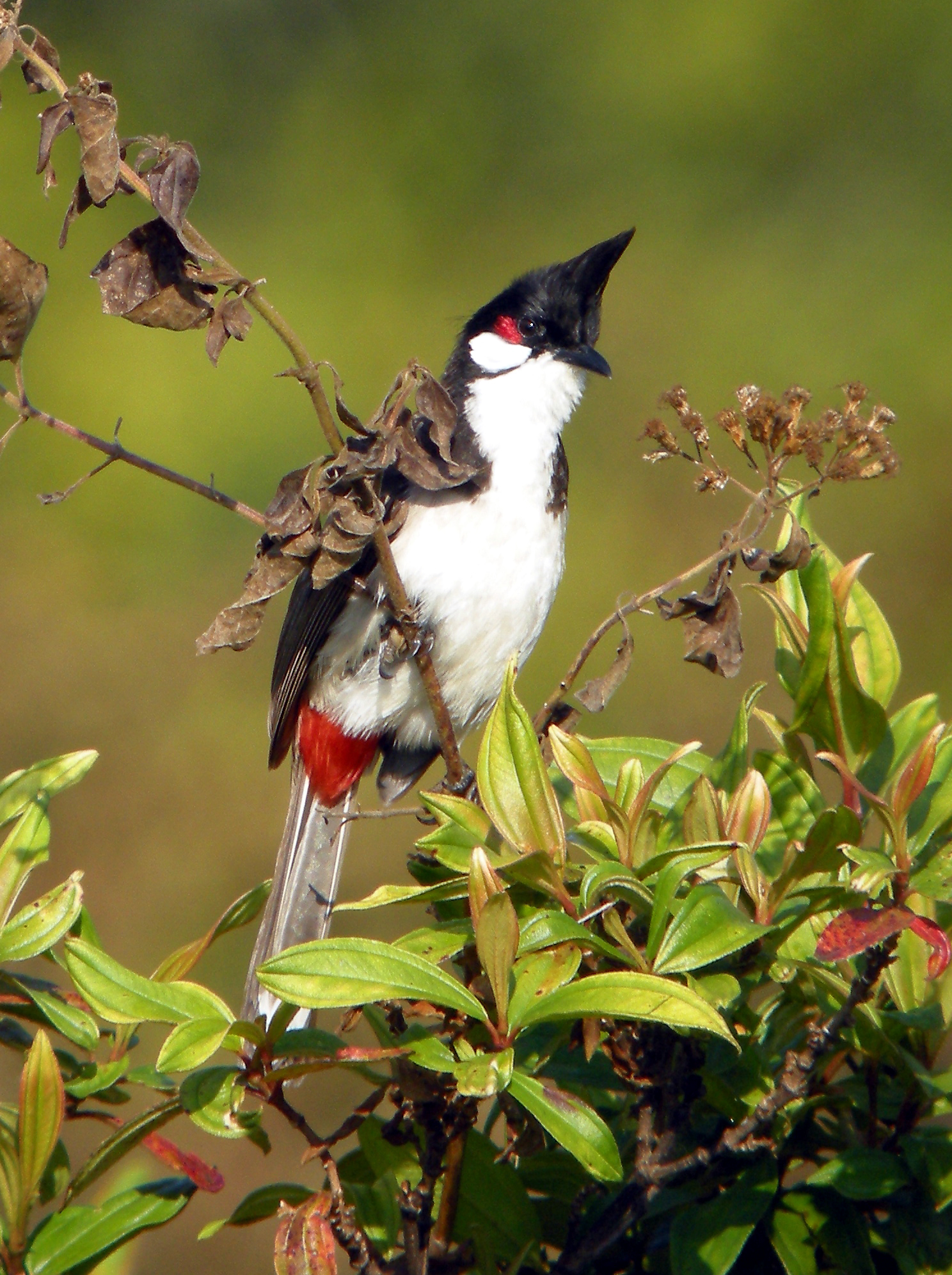
Parc national de Khao Yai, Thaïlande

Les deux sexes ont un plumage similaire, mais celui des jeunes est plus terne.
Il présente un plumage dorsal brun et ventral blanchâtre. Une raie sombre court en haut de sa poitrine à partir du haut du dos.
Il se distingue notamment à sa crête noire pointant vers l'avant, à sa tache rouge sur la joue et à une ligne noire dessinant de fines moustaches sur sa gorge blanche. Sa longue queue est brune sauf près du ventre, où elle est rouge.
Il vit en moyenne 4 ans mais parfois jusqu'à 11 ans.

## Comportement
Le vol du Bulbul orphée est constitué de vols courts et saccadés, une succession de bonds qui ressemblent au vol d'un pic.
Il vit en couple, durant la période de nourrissage des petits, les parents évoluent comme des inséparables.
Son chant est très modulé et surtout extrêmement puissant compte tenu de sa taille. Il passe beaucoup de temps à appeler son-sa partenaire.

## Alimentation
Ce passereau est essentiellement frugivore. Il se nourrit de fruits mûrs sucrés, de nectar de fleurs, de baies et de graines. Il attrape et ingère aussi des insectes et des araignées dans la végétation ou lors de courtes poursuites aériennes.

## Nidification

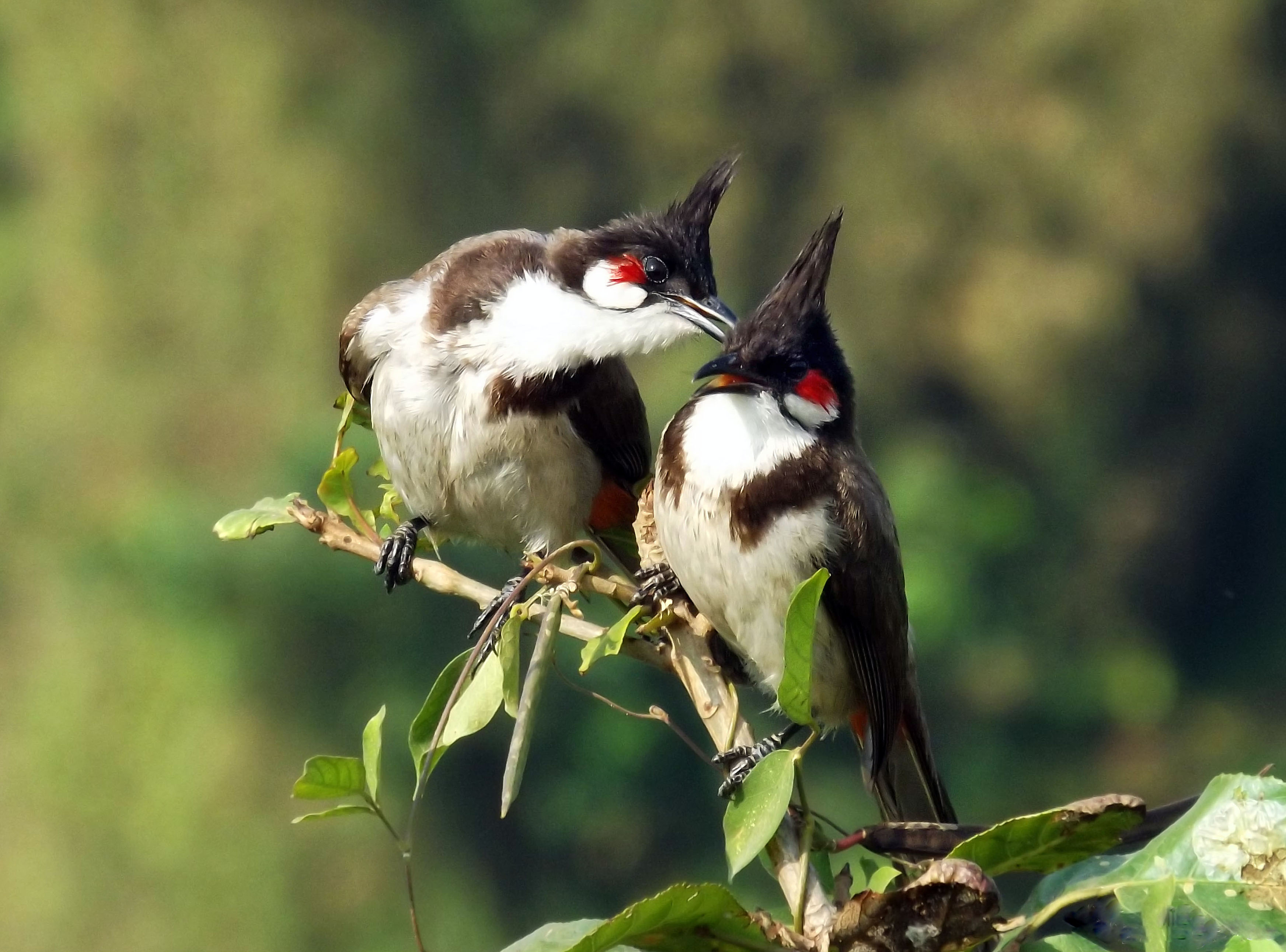

Le bulbul orphée construit un nid en forme de coupe circulaire. Ce nid est constitué de brindilles, d'herbes et de radicelles, le tout lié par de la toile d'araignée, bien caché dans les buissons ou dans un petit arbre.
La couvée comprend en général de deux à quatre œufs blanchâtres ornés de taches rouges ou brun rouge.
Les œufs éclosent au bout de 12 à 14 jours.
Les oisillons sont d'abord nourrit par les deux parents de chenilles et d'insectes.

Quand ils sont adultes, ils forment des bandes pouvant compter jusqu'à 30 individus. Ils mangent désormais des fruits.

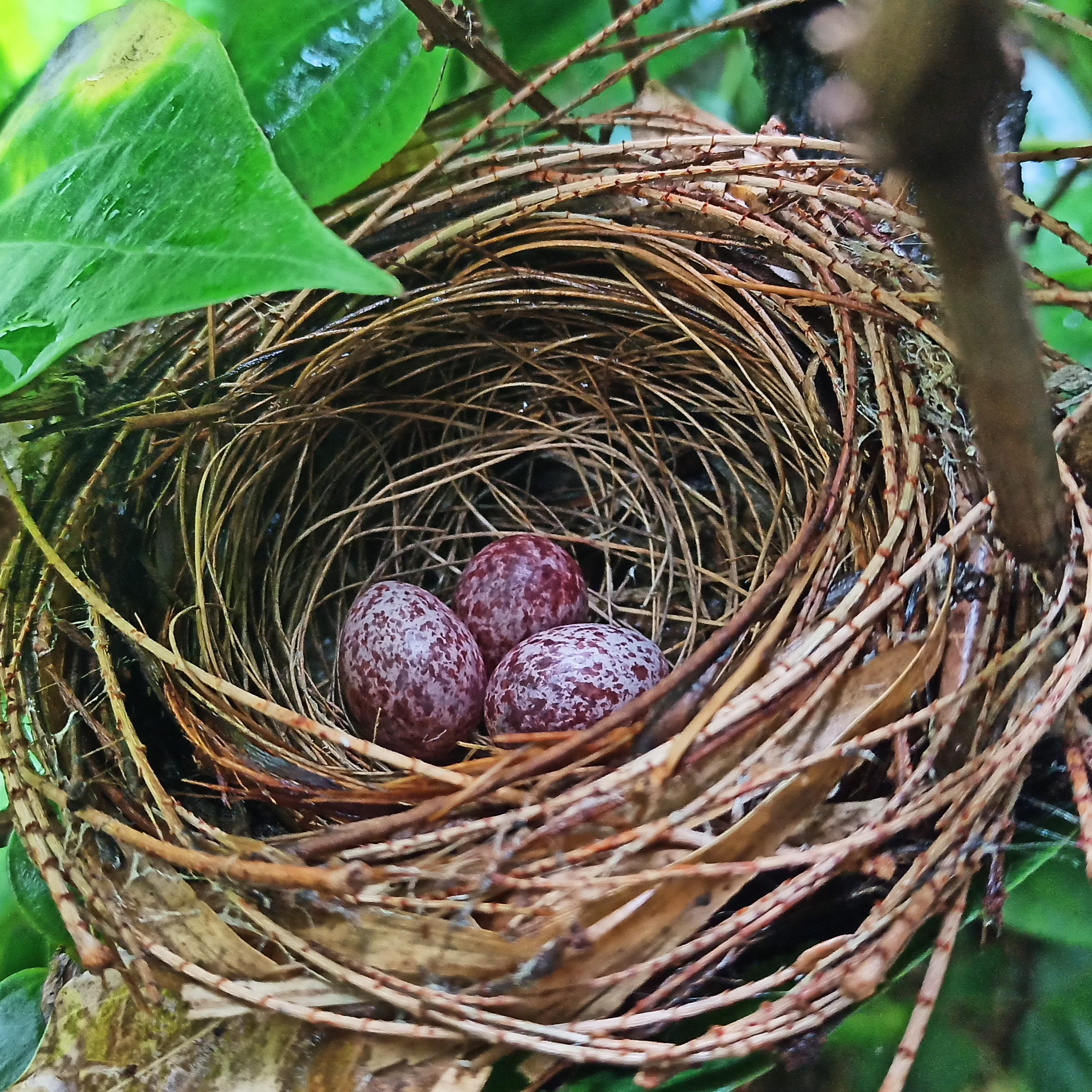
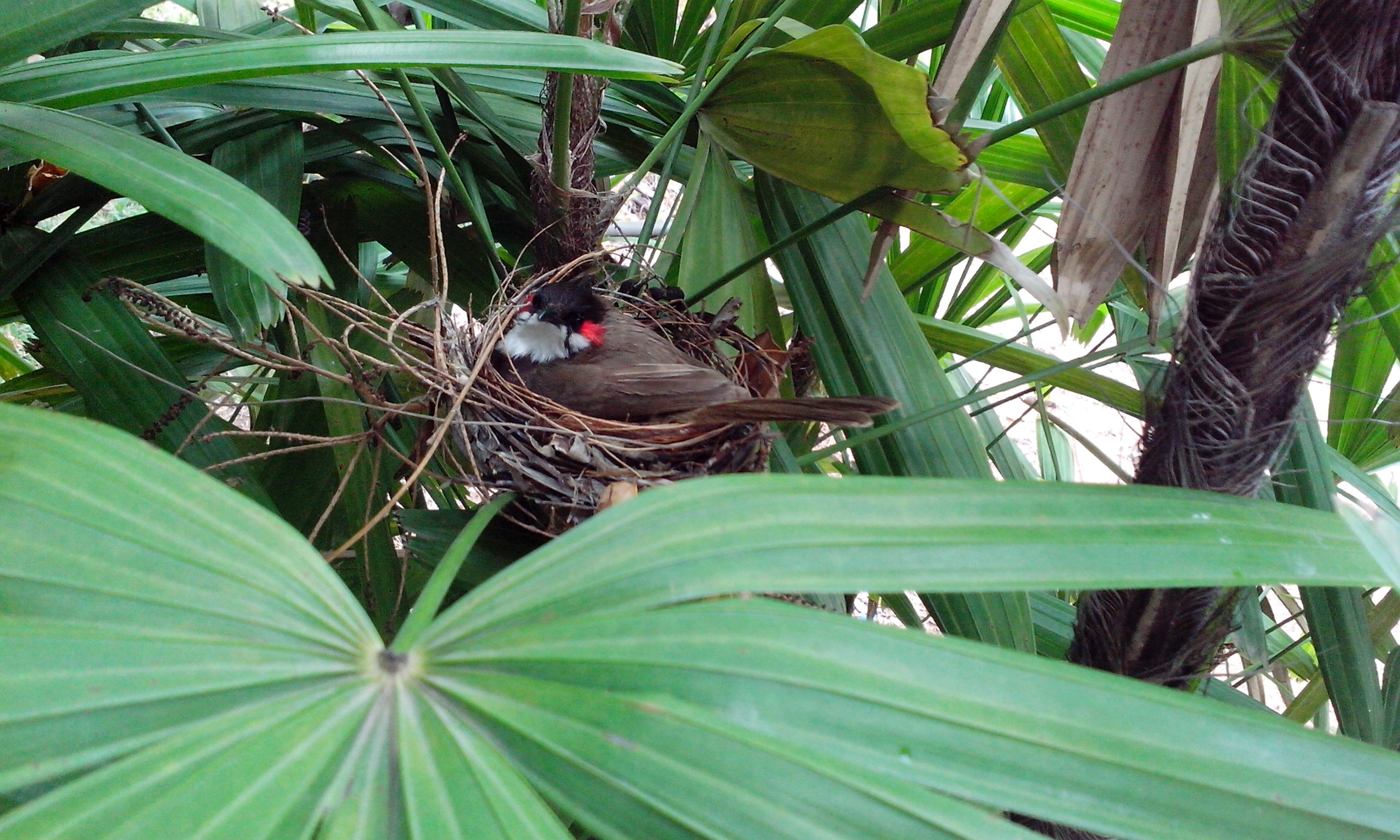
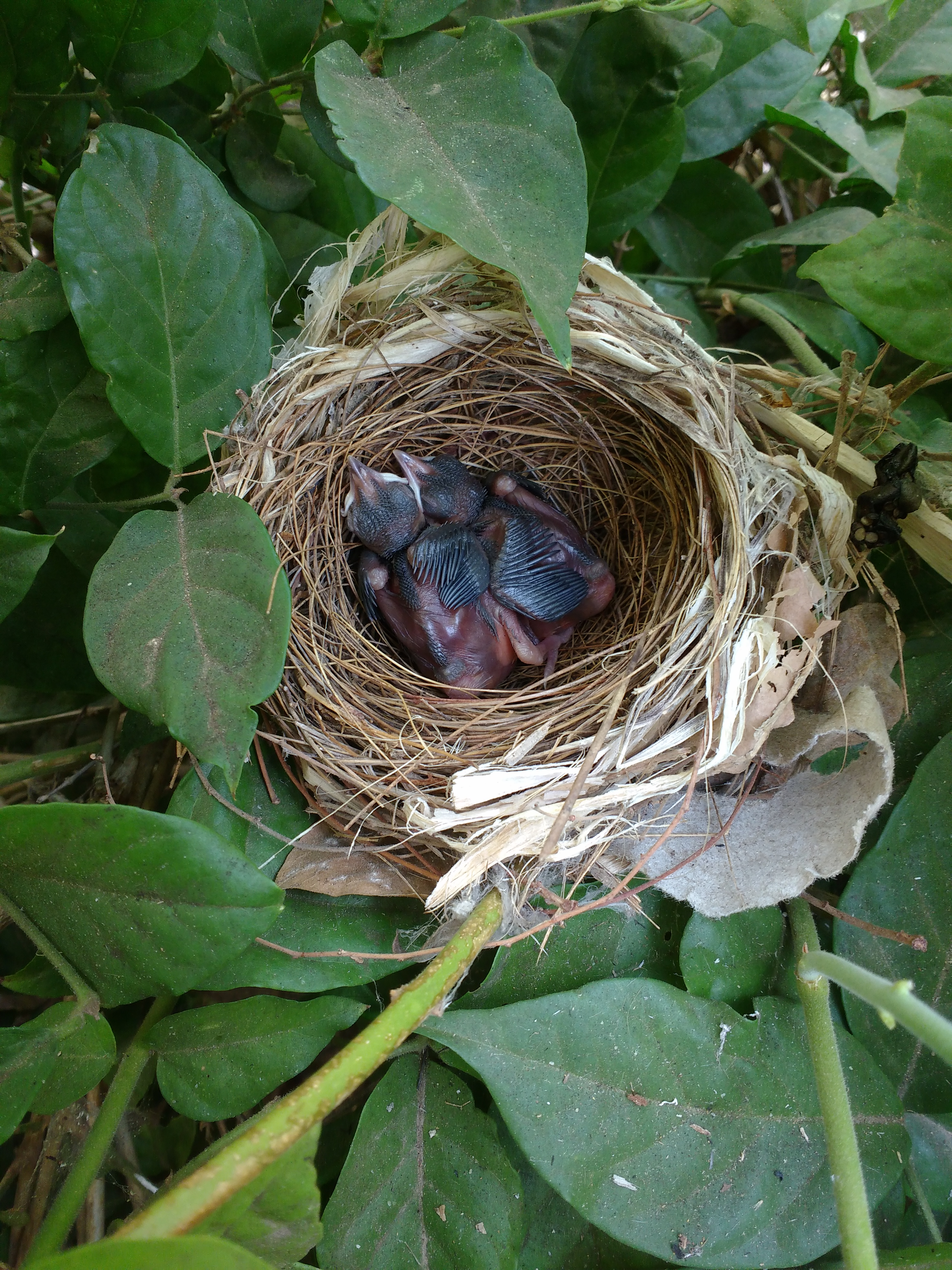
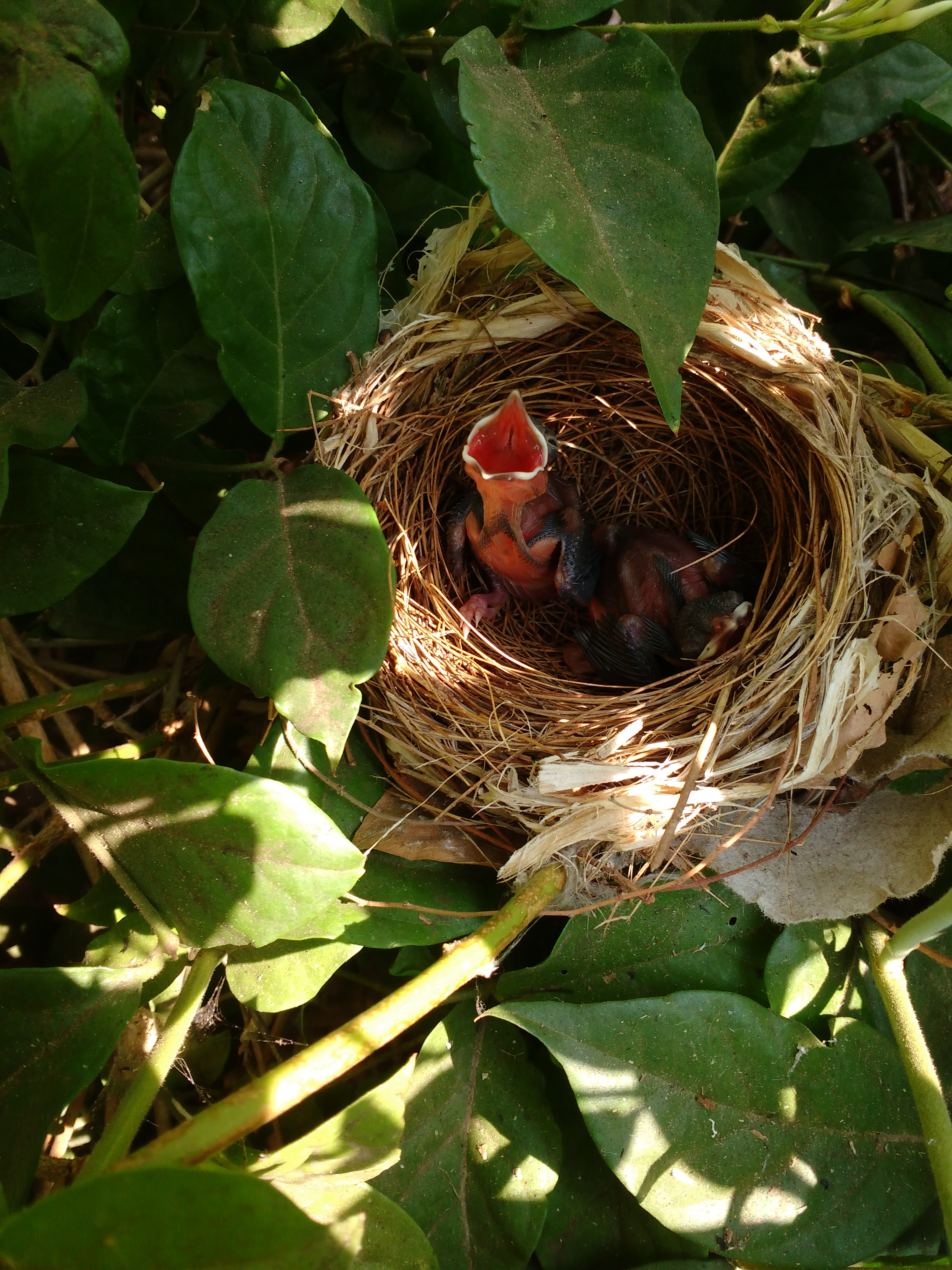
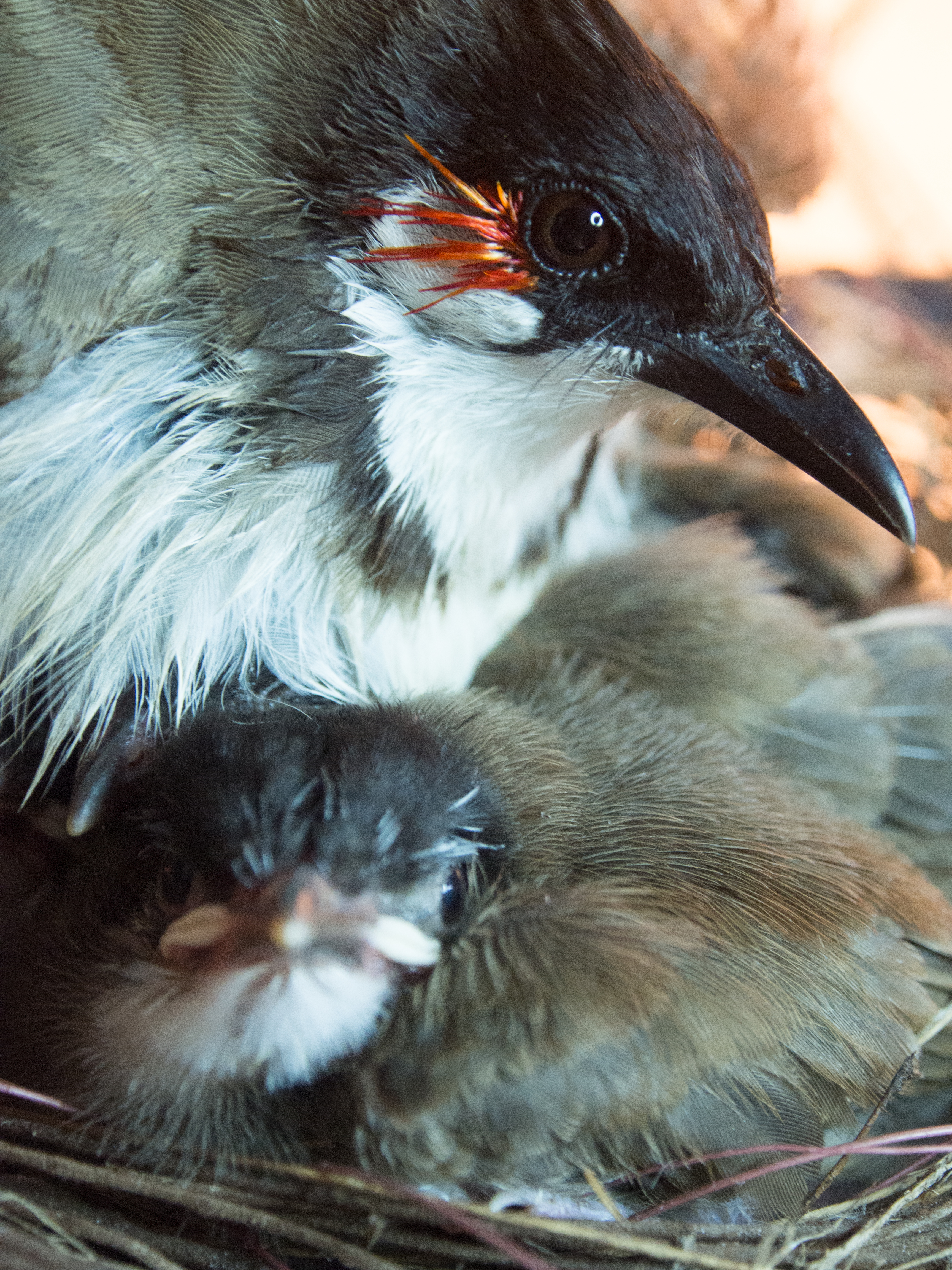

## Voix
Son cri est puissant et facile à reconnaître parce que perçant. Son chant est un jacassement réprobateur.
Le bulbul orphée est l'oiseau le plus populaire des concours de chants d'oiseaux organisés en Thaïlande, tradition très populaire dans le sud du pays (en particulier sur l'île de Ko Samui) ainsi qu'en Malaisie et à Singapour.

## Sous-espèces
D'après la classification de référence (version 5.2, 2015) du Congrès ornithologique international, cette espèce est constituée des huit sous-espèces suivantes (ordre phylogénique) :
- Pycnonotus jocosus fuscicaudatus ;
- Pycnonotus jocosus abuensis ;
- Pycnonotus jocosus pyrrhotis ;
- Pycnonotus jocosus emeria ;
- Pycnonotus jocosus whistleri ;
- Pycnonotus jocosus monticola ;
- Pycnonotus jocosus jocosus ;
- Pycnonotus jocosus pattani.

## Évocation artistique
Le compositeur Olivier Messiaen s'est inspiré de son chant dans l'une des pièces de ses Oiseaux exotiques, écrites entre 1955 et 1956.

## Galerie

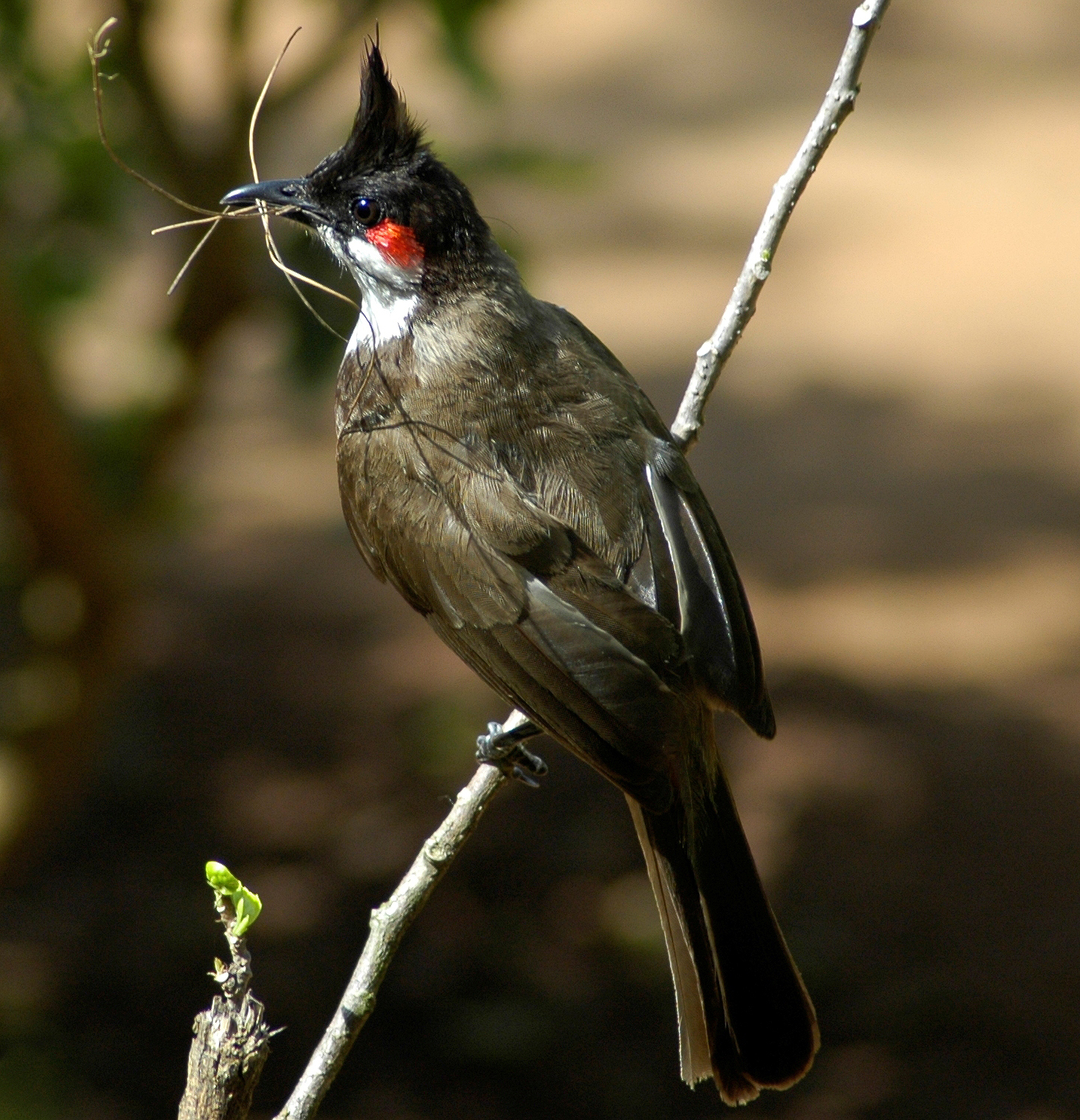
Pycnonotus jocosus dans le Karnataka, en Inde
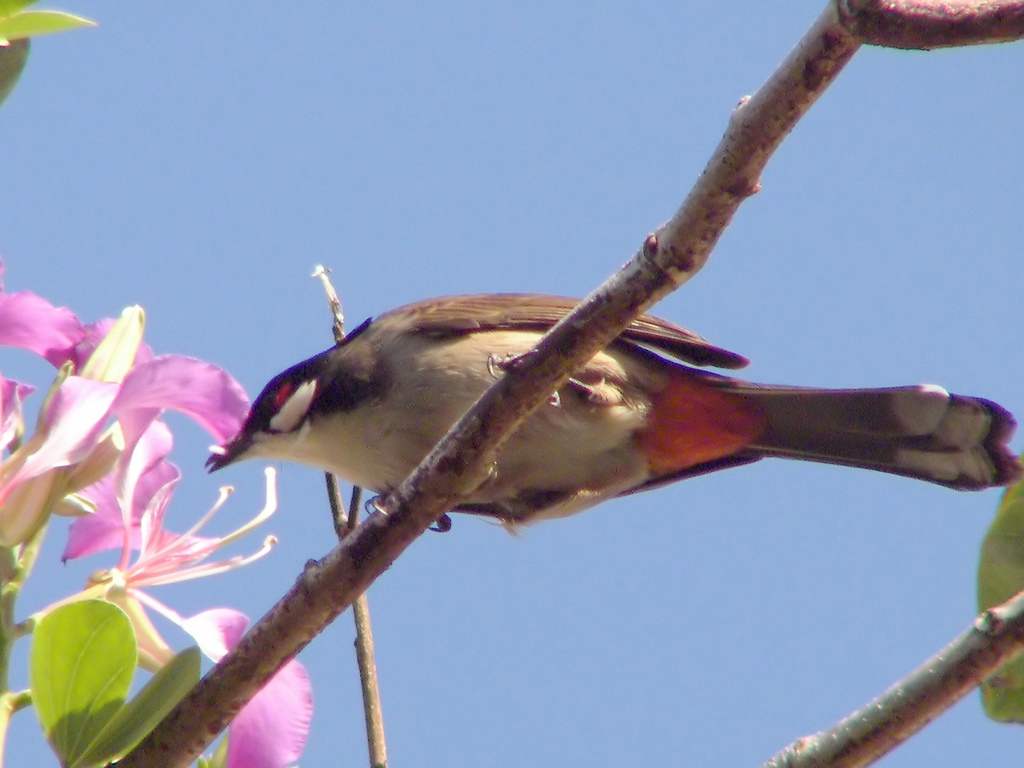
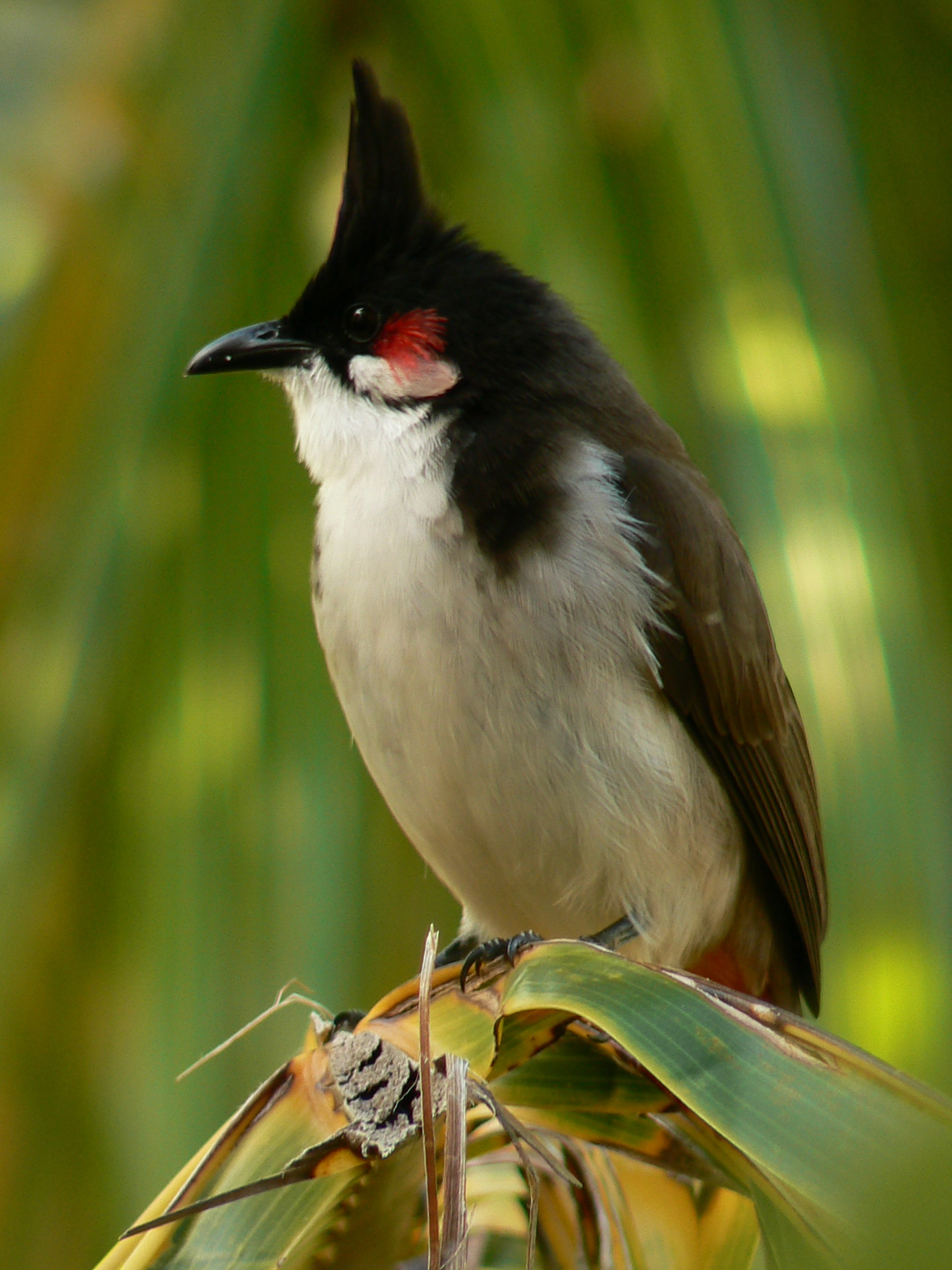
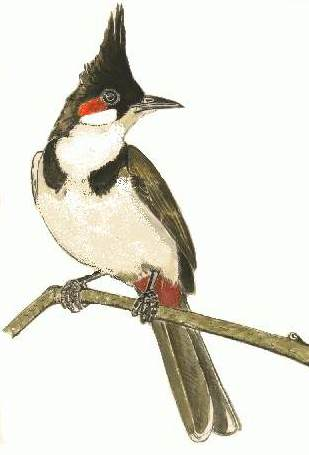
Dessin par L. Shyamal
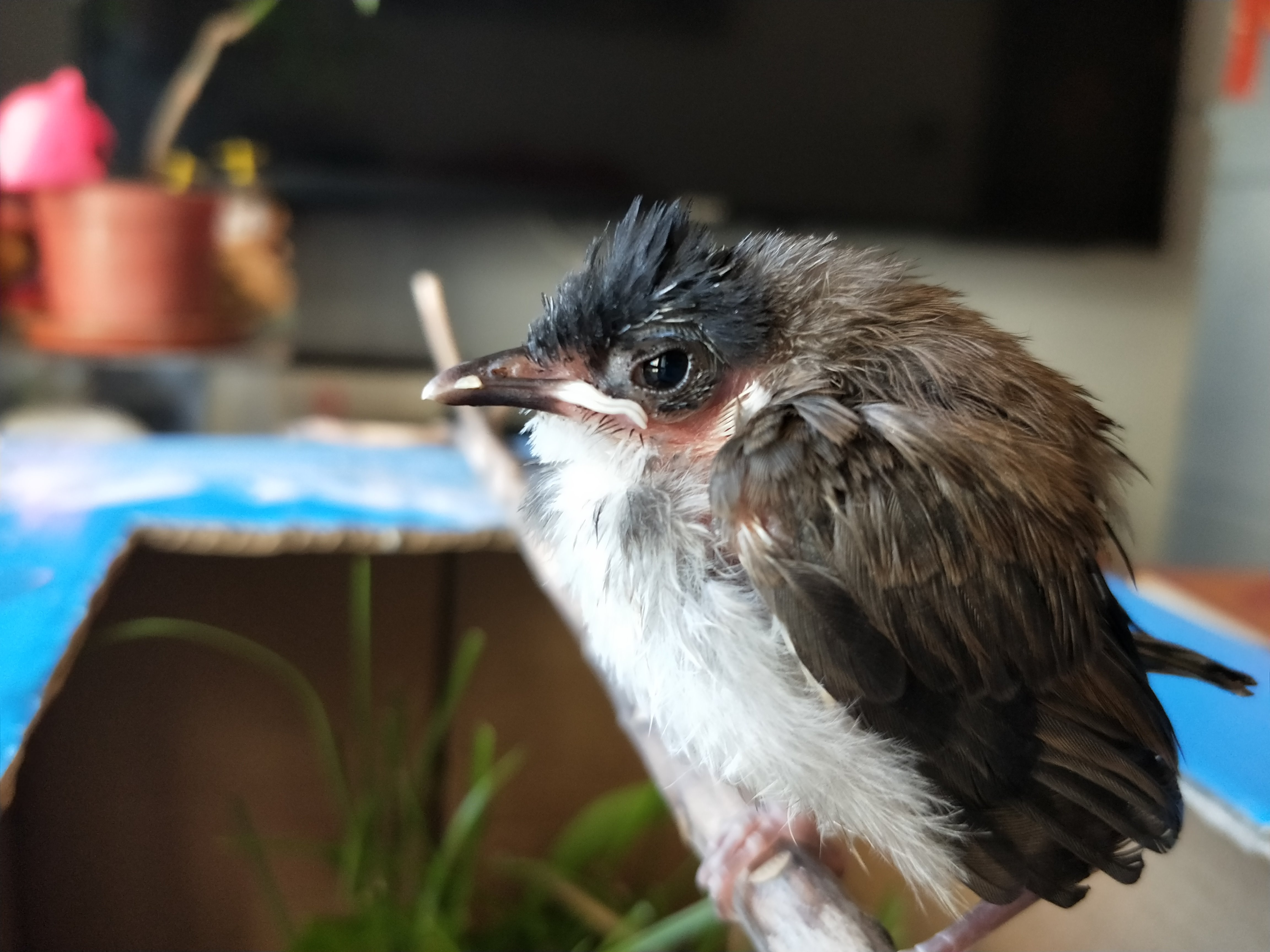
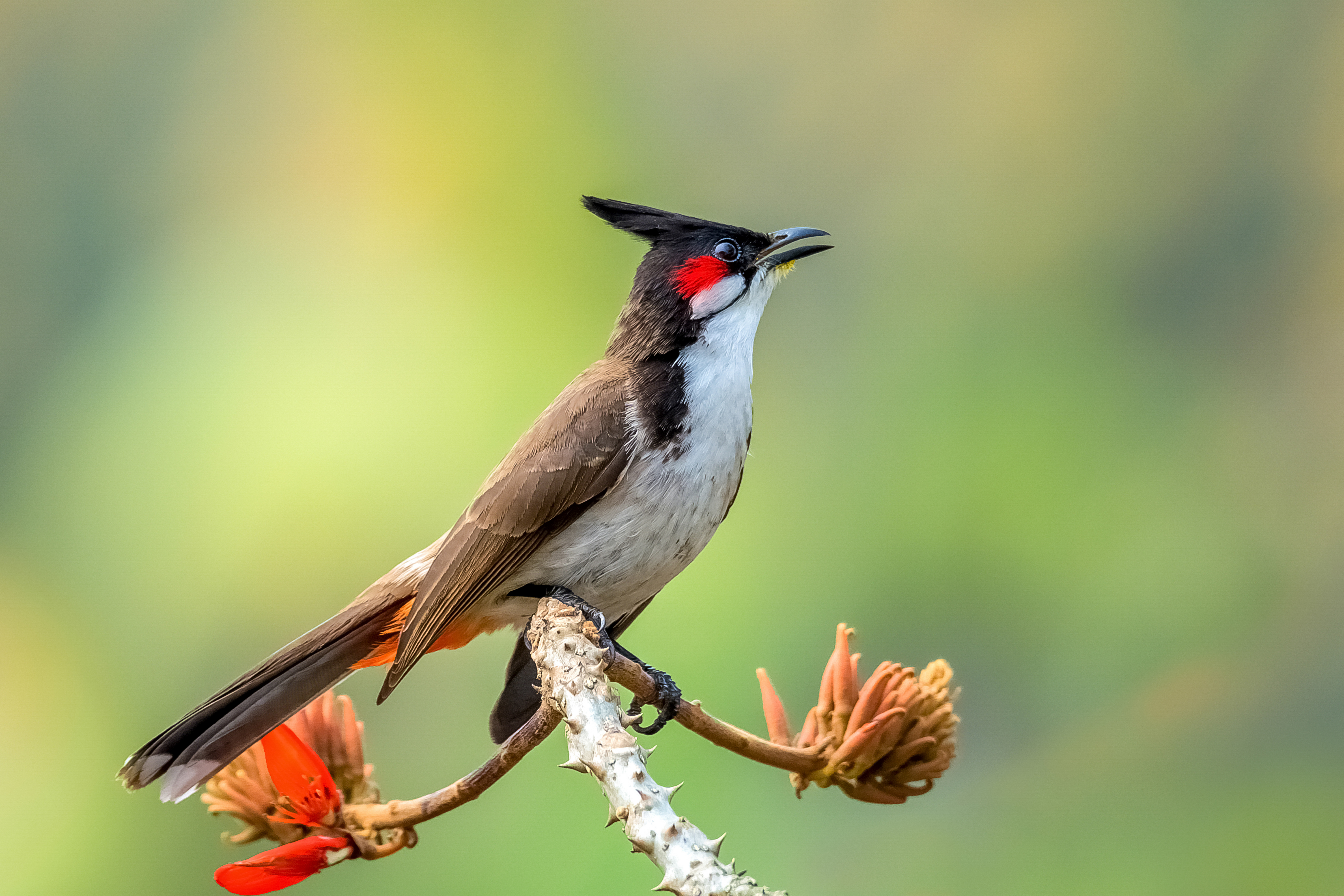
Un bulbul orphée dans le parc national de Satchari, Bengladesh. Février 2018.
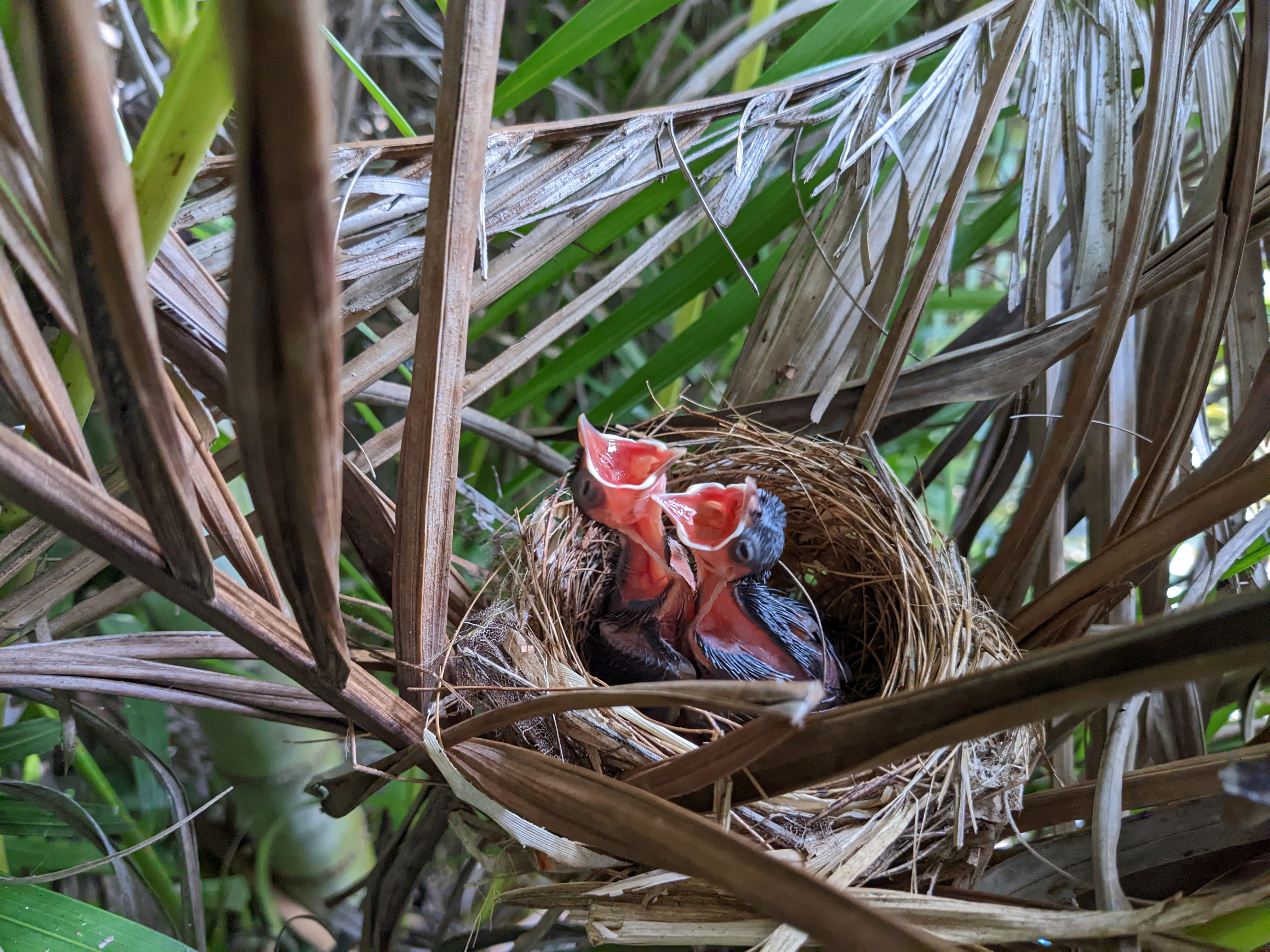
Juvéniles de "merle de Maurice" photographiés à La Réunion
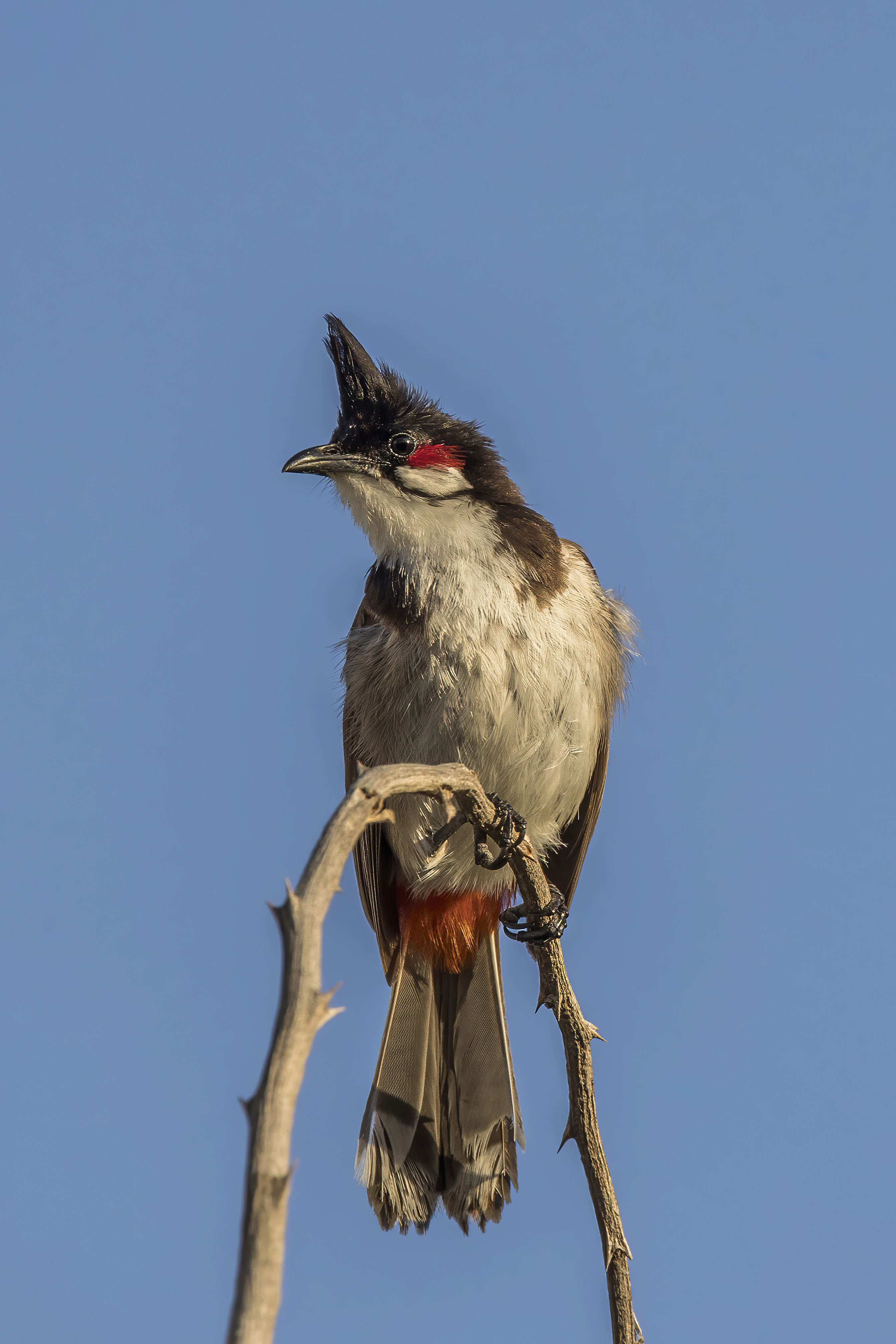
Un bulbul orphée vers la commune Les Trois-Bassins à La Réunion. Décembre 2022.